# Чепіжак Єфросинія Федорівна
Єфросинія Федорівна Чепіжак (1904, село Юрківці Подільської губернії, тепер Могилів-Подільського району Вінницької області — 7 грудня 1956, місто Дрогобич) — українська радянська діячка, заступник голови виконавчого комітету Дрогобицької обласної ради.

## Життєпис
Народилася в родині селянина-середняка. Трудову діяльність розпочала в сільському господарстві.
З 1921 року — студентка Новгород-Сіверського педагогічного технікуму на Чернігівщині.
Після закінчення технікуму працювала вчителькою, а потім директоркою семирічної школи рідного села Юрківці Вінницької області.
Член ВКП(б) з 1939 року.
У 1940—1941 роках — завідувач партійного кабінету Дрогобицького районного комітету КП(б)У Дрогобицької області.
Під час німецько-радянської війни працювала на педагогічній та партійній роботі в Тамбовській області РРФСР.
У 1944—1945 роках — завідувач відділу пропаганди і агітації Дрогобицького районного комітету КП(б)У.
У 1945—1948 роках — завідувач відділу пропаганди і агітації Дрогобицького міського комітету КП(б)У.
5 січня 1948 — 7 грудня 1956 року — заступник голови виконавчого комітету Дрогобицької обласної ради депутатів трудящих.
У 1949 році закінчила річні курси при Вищій партійній школі при ЦК ВКП(б) у Москві.
Померла 7 грудня 1956 року після тривалої і важкої хвороби.

## Нагороди
- орден «Знак Пошани» (23.01.1948)
- медаль «За доблесну працю у Великій Вітчизняній війні 1941—1945 рр.» (1945)
- медалі